# Tricalysia revoluta
Tricalysia revoluta är en måreväxtart som beskrevs av John Hutchinson. Tricalysia revoluta ingår i släktet Tricalysia och familjen måreväxter. Inga underarter finns listade i Catalogue of Life.